# Venezuela
Venezuela [vænəsuˈe·la], officielt Den Bolivarianske Republik Venezuela (spansk: República Bolivariana de Venezuela), er et land i det nordlige Sydamerika. Venezuela grænser op til Colombia i vest, Brasilien i syd, Guyana i øst, de nederlandske ABC-øer i nord, og øerne Trinidad og Tobago i nordøst. Venezuela har et areal på 916.445 km2 og et indbyggertal på over 31 millioner. Venezuela er et af kun 17 lande, der har en ekstremt høj grad af naturlig biodiversitet, og det er verdens 7. mest biodiverse land. De zoologiske habitater og botaniske levesteder strækker sig fra Andesbjergene i vest til Amazonbassinet i syd. Mellem disse to yderpunkter ligger de omfattende græssletter Los Llanos. Mod nord ligger den caribiske kyst og mod øst Orinocodeltaet.
Det nuværende Venezuela blev koloniseret af Spanien i 1522, selvom området allerede var beboet af indfødte stammer. I 1811 erklærede Venezuela sig som det første spansk-amerikanske territorium for uafhængigt. Det lykkedes dog først at sikre uafhængigheden i 1821. I begyndelsen indgik Venezuela som en del af Republikken Storcolombia, der var en statsdannelse bestående af tidligere spanske besiddelser. Først i 1830 opstod den nuværende stat Venezuela. Landet var i det 19. århundrede præget af politisk uro og totalitarisme, og regionale caudillos (militærmænd) dominerede venezuelansk politik indtil midten af det 20. århundrede. Venezuela har siden 1958 haft en række demokratiske regeringer. Økonomiske kriser førte i 1980'erne og 1990'erne til alvorlige politiske uroligheder, bl.a. de dødelige Caracazo-protester (1989), to fejlslagne statskup mod præsident Carlos Andrés Pérez (1992), og rigsretssagen mod samme præsident for at have taget af statskassen (1993). Disse begivenheder førte til generel mistillid til det politiske establishment, og i 1998 vandt den tidligere kupdømte officer Hugo Chávez præsidentvalget. Chávez indledte i 1999 den såkaldt Bolivarianske Revolution, der bl.a. medførte en ny forfatning. Denne nye forfatning ændrede officielt landets navn til República Bolivariana de Venezuela (Den Bolivarianske Republik Venezuela).
Venezuela er en forbundsrepublik bestående af 23 delstater, et forbundsdistrikt (bestående af hovedstaden Caracas), samt adskillige oversøiske territorier. Venezuela gør også krav på al guyansk land vest for Essequibo-floden, et område på 159.500 km2 kaldet Guyana Esequiba. Venezuela er et af Latinamerikas mest urbaniserede lande. Størstedelen af landets befolkning bor i byer i den nordlige del af landet. Hovedstaden Caracas er også Venezuelas største by.
I begyndelsen af det 20. århundrede opdagede venezuelanerne olie, og i dag er Venezuela hjemsted for verdens største kendte oliereserver. De er også førende inden for olieeksport. Venezuela var tidligere en underviklet eksportør af landbrugsvarer såsom kaffe og kakao, men olien kom hurtigt til at dominere landets økonomi. Overfloden af olie i 1980'erne resulterede i en omfattende gældskrise og langvarig økonomisk krise. Inflationen ramte 100 % i 1996, og antallet af fattige steg til 66 % i 1995. Oliepriserne blev gradvist stabiliseret og i begyndelsen af det 21. århundrede nåede Venezuela et økonomisk niveau, man ikke havde oplevet siden 1980'erne. Regeringen kunne derfor indlede en lang række sociale reformer, som i begyndelsen styrkede den venezuelanske økonomi og reducerede den økonomiske ulighed. Disse reformer viste sig senere imidlertid at være utilstrækkelige, og deres omfang beskyldes i dag for at have destabiliseret landets økonomi. Den destabiliserede økonomi har ført til en krise i Venezuela, som er præget af hyperinflation, økonomisk desperation, varemangel, fattigdom, sygdom, børnedødelighed, fejlernæring og fattigdom. 

## Historie
Uddybende artikel: Venezuelas historie
Venezuela blev den første permanente spanske koloni i Sydamerika i 1522, og størstedelen af det nuværende Venezuela blev senere lagt ind under vicekongedømmet Ny Granada. Landet opnåede selvstændighed fra Spanien i 1821 under ledelse af Simón Bolívar. Efter selvstændigheden indgik Venezuela i føderationen Gran Colombia sammen med Colombia, Panama og Ecuador til 1830, da Venezuela brød ud og blev en selvstændig republik.

## Geografi
Venezuela har mange forskellige landskabstyper. I nordvest, samt langs den caribiske kyst i nord, ligger en udløber af Andesbjergene, hvor det højeste punkt er Pico Bolívar (5.007 m). I nordvest findes også lavsletter omkring indsøen Maracaibo og ved Venezuelagolfen. Midt i landet ligger store sletteområder, benævnt llanos, som strækker sig fra grænsen mod Colombia og til Orinoco-floddeltaet. Syd i landet ligger Guyanahøjsletterne og Salto del Angel, som er verdens højeste vandfald.
Klimaet er tropisk og generelt varmt og fugtigt. På højsletterne kan temperatur og fugtighed være mere moderat.
Hovedstaden Caracas er den største by i landet. Andre større byer er Maracaibo, Barquisimeto, Valencia, Maracay og Ciudad Guayana.

## Politik
Uddybende artikel: Venezuelas politik
Karakteristisk for Venezuelas historie i 1800-tallet og i begyndelsen af 1900-tallet var politisk ustabile regeringer, skiftende diktaturer og revolutionær uro. På grund af store oliefund blev landet markant rigere, og ikke mindst generalen Eliazar López Contreras, præsident 1935-41, investerede pengene i at styrke landets fødevareproduktion, blandt andet ved at oprette en landbrugskoloni med 48 danske familier i 1938 i dalen Chirgua.
Efter at militæret trak sig ud af politikken i 1958, har Venezuela haft demokratisk valgte, civile regeringer. Hugo Chávez blev valgt til præsident i 1998 med 56,2% af stemmerne som den første folkevalgte præsident, der ikke kom fra enten AD eller COPEI- partiet. En ny forfatning blev vedtaget ved en folkeafstemning i 1999. Hugo Chavez blev i 2000 og 2006 genvalgt med henholdsvis 59,76 % og 62,84 % af stemmerne. I 2002 blev hans styre udsat for et mislykket kup efter optøjer i hovedstaden Caracas.
Chávez lagde i sin regeringsperiode kraftig afstand til USA og nabolandet Colombia, sidstnævnte ved at tillade FARC at have baser i Venezuela. Chávez forsøgte at opbygge en alliance mod USA gennem samarbejder med bl.a. Irans Mahmoud Ahmadinejad, Bolivias Evo Morales og Cuba. Venezuela er et af de få lande, der sammen med Rusland anerkender Abkhasien og Sydossetien.
Hugo Chávez døde i 2013 og blev afløst af Nicolás Maduro, der fungerede som udenrigsminister under Chávez.
Venezuela er bl.a. medlem af FN, WTO, OPEC og OAS.

### Administrativ inddeling
Venezuela er inddelt i 23 delstater (estados), et hovedstadsdistrikt (distrito capital) og et føderalt område (Dependencia Federal) samt Guayana Esequiba (opnået i forbindelse med grænsestridigheder med Guyana). Venezuela er yderligere underinddelt i 335 kommuner (municipios). Disse er underinddelt i over tusind sogn (parroquias). Staterne er grupperet i ni administrative regioner (regiones administrativas).
Delstater
| - Amazonas - Anzoátegui - Apure - Aragua - Barinas - Bolívar - Carabobo - Cojedes - Delta Amacuro - Falcón - Guárico - Lara | - Mérida - Miranda - Monagas - Nueva Esparta - Portuguesa - Sucre - Táchira - Trujillo - Vargas - Yaracuy - Zulia |

Føderalt område
- Dependencias Federales

Administrative områder
| Navn         | Delstater                                                  |
| Andes        | Barinas, Mérida, Táchira, Trujillo, Páez (kommune i Apure) |
| Hovedstad    | Miranda, Vargas, Distrito Capital                          |
| Central      | Aragua, Carabobo, Cojedes                                  |
| Central-vest | Falcón, Lara, Portuguesa, Yaracuy                          |
| Guayana      | Bolívar, Amazonas, Delta Amacuro                           |
| Øområde      | Nueva Esparta, Dependencias Federales                      |
| Llanos       | Apure (undtagen kommunen Páez), Guárico                    |
| Nord-øst     | Anzoátegui, Monagas, Sucre                                 |
| Zulia        | Zulia                                                      |

## Økonomi
Uddybende artikel: Venezuelas økonomi
Venezuela er økonomisk afhængig af oliesektoren, som står for ca. en tredjedel af bruttonationalproduktet og 80 % af eksportindtægterne. I begyndelsen af 2000-tallet gjorde ustabile indenrigspolitiske forhold, med blandt andet kupforsøg, at økonomien blev svækket. Dette kulminerede i en to måneder lang lockout i olieindustrien ved årsskiftet 2002-03. Landet er præget af store forskelle i indtægt, og store dele af befolkningen er fattig. Landet præges af en betydelig korruption, og er ifølge Transparency International det mest korrupte land i Sydamerika.
Den officielle valutakurs på US-dollar er fastsat til 6,5 bolivares fuerte, indført fra 1. januar 2008 som erstatning for den "gamle" bolivares. Dette skete ved at slette 3 nuller, således at 1.000 "gamle" bolivares blev til 1 bolivares fuerte. I en periode på 6 måneder var det muligt at betale med såvel "gamle" bolivares som de nye bolivares fuerte. På sortbørsen veksledes US-dollar til 50–60 bolivares fuerte. Inflationen var høj, omkring 25 % årligt. Huspriserne på ferieøen Isla de Margarita steg med ca 13 % i perioden 2006-2008.
I 2010'erne blev landet udsat for stor varemangel og ekstremt høj inflation på over 100 %, i 2019 steget til hyperinflation på over 2.000.000 %.
Chávez' regeringstid 1999-2013 førte til udiskutable fremskridt, især til nedgang i fattigdommen. Chavismen kunne også vise til en solid økonomisk vækst, hvor BNP blev femdoblet fra 98 milliarder US$ i 1999 til 482 milliarder US$ i 2014. Det forklarer, hvorfor han vandt så mange valg og blev siddende så længe ved magten. Dermed kunne forældede institutioner reformeres. En ny grundlov skulle udformes ved udstrakt brug af folkeafstemninger, i så stor grad at Luiz Inácio da Silva, sagde, at "der er valg hele tiden, og når der ikke er, finder Chávez på et." I juni 2014 var olieprisen 100 US$, et halvt år senere kun 50 US$, og i januar 2016 30 US$. Præsident Maduro sad dermed med den alvorligste økonomiske krise i landets historie, med social nød og en forværring af den politiske polarisering de sidste to tiår, hvor regering og opposition står stejlt mod hinanden. I 2018 registrerede Venezuela sit femte år på rad med recession, og 2014-17 var det samlede fald i BNP på mindst 30 %, en nedgang som USA oplevede under den store depression 1929-32.
Selv om inflationen var tocifret i "normale" tider, besluttede Maduro-regeringen at beholde en fast vekslingskurs mellem den nationale valuta og US$. Dermed kunne folk købe US$ til en pris langt under dens virkelige værdi. Sådan lagde regeringens egen valutapolitik til rette for en ødelæggende kapitalflugt. Landets elite forvandlede oliereserverne til US$, brugte dollarne til at blæse den nationale valuta op - og derved også befolkningens købekraft, så der blev skabt vækst i importsektoren, som eliten kontrollerede. Men så faldt olieprisen. Staten valgte at finansiere budgetunderskuddet ved at trykke flere penge op; i årene 2014-17 øgede pengemængden med 8.500 %, altså stadig flere penge til at betale for stadig færre varer. I 2016 og 2017 forfaldt også mange lån, som Maduro-regeringen betalte; ifølge præsidenten hele 71,7 milliarder US$ i årene 2014-17, med landets værdier stillet som garanti eller solgt. Lån fra det russiske Rosneft skete mod garanti i 49,9 % av aktierne i et af Venezuelas mest værdifulde selskaber, Citgo med hovedkontor og virksomhed i USA - når de i stedet kunne have forsøgt at forhandle med kreditorerne. I 2018 skød Kina stadig friske penge ind. Underligt nok var det først efter USAs økonomiske sanktioner mod Venezuela i august 2017, at Maduro vurderede en reforhandling af vilkårene for landets gæld, der i hovedsag ejes av amerikanske pensionsfond. Men sanktionerne forbød jo netop amerikanske selskaber at låne penge til Venezuela. Maduro vurderede altså ikke muligheden, før den var borte. I december 2017 begyndte landet at komme på efterskud og at standse tilbagebetaling af renter. Til overmål var olieudvindingen halveret, fra henved tre millione fade pr dag i 2014 til under halvanden million i 2018. Den onde cirkel var etableret: Produktionen falder i mangel af penge til investeringer, og faldet reducerer indtægten yderligere.
I foråret 2016, efter at krisen havde givet højresiden to tredjedels flertal i nationalforsamlingen, blev professor Luis Salas, kendt for sit udsagn om at "inflationen er ikke reel", udnævnt til leder for regeringens økonomiteam. Først efter Maduros genvalg 20. maj 2018 bekendtgjorde man, at der kom økonomiske reformer. Dollarkursen blev ændret til niveauet på sortbørsen, tidligere kaldt "kriminelle dollars". Den nye valutas værdi følger kryptovalutaen Petro, med en kurs knyttet til olieprisen, og kan frit veksles mod US$, hvad der i praksis er umuligt pga de svigtende valutareserver. I stedet veksles US$ igen på sortbørsen. Realmindsteløn, som i løbet af fire år sank fra 300 til lidt over 1 US$ pr mnd, blev blæst op med 3.000 % til 30 US$ pr mnd; men efter to måneder var værdien allerede sunket til det halve. Regeringen påtog sig udgifterne ved lønforhøjelserne i privat sektor i tre måneder, men det flyttede omkostningerne over på konsumpriserne, og forstærkede inflationen. For at hjælpe lønmodtagerne, bevilgede man en bonus tilsvarende ti US$ til alle med et "fædrelandskort" (et ID-kort knyttet til en database kontrolleret af regeringen) som giver ret til offentlig hjælp, såsom subsidierede fødevarer.

## Demografi
Uddybende artikel: Venezuelas demografi
Etnisk sammensætning: 67 pct. mestizer, 21 % hvide, 10 % sorte, 2 % indianere.

### Religion
Religion i Venezuela (2011)
     Romersk katolsk (71%)     Protestanter (17%)     Ingen religion (7%)     Andre religioner (3%)     Intet svar (2%)

## Kultur
Uddybende artikel: Venezuelas kultur

### Sport
Baseball er den mest populære sport i Venezuela. Det venezuelanske baseballforbund blev grundlagt i 1945. Udover baseball er de mest udbredte sportsgrene basketball og fodbold.
Venezuela afholder Copa América hver 40. år i henhold til det gældende rotationsprincip for Conmebol (2007, 2047, 2087, 2127, ...).
Venezuela er hjemsted for Formel 1-køreren Pastor Maldonado, der i 2012 vandt det spanske Grand Prix, hvilket har ført til forøget interesse også for denne sportsgren.